# دينيسي أوليفر
دينيسي أوليفر (بالإنجليزية: Dean Oliver)‏ (4 ديسمبر 1987 بدربي في المملكة المتحدة - ) هو لاعب كرة قدم بريطاني في مركز الهجوم. لعب مع شيفيلد يونايتد ونادي توركي يونايتد ونادي هاليفاكس تاون وBuxton F.C. ‏ وEastwood Town F.C. ‏ ونادي هدنسفورد تاون وستافورد رينجرز وBelper Town F.C. ‏ وGresley Rovers F.C. ‏.

## وصلات خارجية
- دينيسي أوليفر على موقع قاعدة بيانات كرة القدم.إي يو (الإنجليزية)
- دينيسي أوليفر على موقع Soccerbase.com (لاعب) (الإنجليزية)